# Llumeneres
Llumeneres é uma localidade de Andorra, situada na paróquia de Sant Julià de Lòria. Sua população em 2015 foi estimada em 3 habitantes.